# Ділянка узбережжя між с. Сонячногірське та с. Малорічненське
Ділянка узбережжя між с. Сонячногірське та с. Малорічненське — геологічна пам'ятка природи місцевого значення, розташована між селами Сонячногірське та Малоріченське Алуштинської міської ради АР Крим. Створена відповідно до Постанови ВР АРК № 19/8-67 від 30 січня 1969 року.

## Загальні відомості
Землекористувачем пам'ятки є Малоріченська сільська рада, розташована між селами Сонячногірське та Малоріченське, 23 км шосе Р29 (Алушта — Судак).
Площа пам'ятки природи 5 гектарів.